# فرودگاه مارماند – ویرازیل
فرودگاه مارماند – ویرازیل (به انگلیسی: Marmande – Virazeil Airport) یک فرودگاه همگانی است که یک باند فرود آسفالت دارد و طول باند آن ۱۲۰۰ متر است. این فرودگاه در شهر لوئه گرون کشور فرانسه قرار دارد و در ارتفاع ۳۲ متری از سطح دریا واقع شده‌است.